# Gonioxyna
Gonioxyna is een geslacht van insecten uit de familie van de Boorvliegen (Tephritidae), die tot de orde tweevleugeligen (Diptera) behoort.

## Soort
- G. fuscata Foote, 1979